# Longitudinale golf
Een longitudinale golf is een golf waarin de golfbeweging plaatsvindt langs de richting waarin de energie zich verplaatst. Geluid plant zich in lucht en in andere gassen en vloeistoffen voort als een longitudinale golf. In vaste stoffen plant geluid zich zowel longitudinaal als transversaal voort. De amplitude van een deeltje dat aan een longitudinale golfbeweging deelneemt is dus evenwijdig aan de voortplantingsrichting van die golf.
Golven in water, de oppervlaktegolf die kan optreden in een vaste stof of aan het oppervlak van de Aarde en de rayleighgolf zijn een combinatie van een longitudinale en een transversale golf.

## Geluidsgolven
In het geval van geluidsgolven kan de volgende formule worden opgesteld
{\displaystyle y(x,t)=y_{0}\cos \left[\omega \left(t-{\frac {x}{c}}\right)\right]}
Daar in is:
- {\displaystyle y} de verplaatsing van een punt op de golf,
- {\displaystyle x} de afstand van het punt tot de oorsprong,
- {\displaystyle t} de tijd verstreken,
- {\displaystyle y_{0}} de amplitude van de golf,
- {\displaystyle c} de snelheid van de golf en
- {\displaystyle \omega } de hoeksnelheid van de golf.